# Fanny Mendelssohn
Fanny Mendelssohn (férjezett nevén: Fanny Hensel)  (Hamburg, 1805. november 14. – Berlin, 1847. május 14.) német romantikus zeneszerző és zongoraművész, Felix Mendelssohn nővére. Születéskori neve Fanny Zippora Mendelssohn volt és – évekkel később – Fanny Cäcilie Mendelssohn Bartholdy néven keresztelték meg. Bár szülei távol akarták tartani a zenei pályától, számos kitűnő művel gazdagította a zeneirodalmat. Ezen túl, az ő unokája volt Paul Hensel filozófus és Kurt Hensel matematikus.

## Élete, munkássága
Fanny Mendelssohn 1805. november 14-én született Abraham Mendelssohn (1776–1835) és Lea Solomon (1777–1842) leányaként, Hamburgban. A házaspár négy gyermeke közül ő volt a legidősebb és ugyanolyan zenei tehetséggel volt megáldva, mint testvére, Felix (1809–1847). Édesapja a fia volt Moses Mendelssohnnak, a jeles zsidó (később változtatta a nevét Mendelssohn-Bartholdyra), édesanyja pedig a gazdag bankár Daniel Itzig unokája volt. Anyai ágon kiváló zenészeket találunk: az Itzig família nőtagjai zongoristaként koncerteken játszottak, tagjai voltak a Sing-Akademie zu Berlinnek (az egyik legrégibb kórusegyesület) és ismeretségben voltak Beethovennel.
Jóllehet zsidó családból származott, nem zsidóként nevelkedett és sohasem gyakorolta a zsidó vallást. (Bár biztatták arra, hogy őrizze meg a liberális (progresszív) judaizmus kulturális értékeit.)

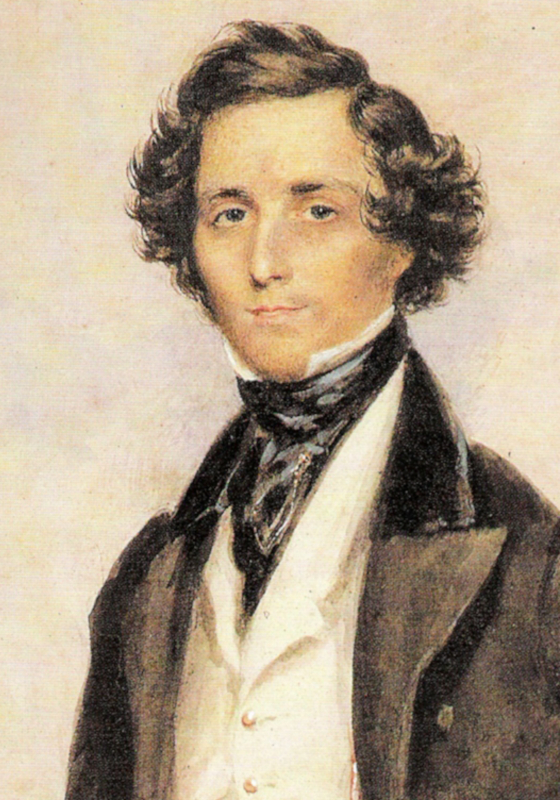
Felix Mendelssohn Bartholdy, James Warren Childe akvarellje alapján (1839)

Fanny első gyermekéveit szülővárosában, Hamburgban töltötte. 1811-ben a család Berlinbe költözött, hogy megmeneküljön Louis Nicolas Davout marsall francia csapatainak elnyomása elől. A zsidó Mendelssohn család gyermekei egy házi keresztelő keretében evangélikus vallásra tértek ki 1816. március 21-én Ettől kezdve változtatták Fanny második nevét Cäcilie-re, családi nevükhöz pedig hozzáfűzték a Bartholdy toldalékot, amit később a szülők ugyanúgy felvettek.
Fanny Mendelssohn Bartholdy 1829. október 3-án a berlini evangélikus Parochialkirchében házasságot kötött Wilhelm Hensellel, a neves festőművésszel, aki igazgatósági tagja volt a Berlini Művészeti Akadémiának, és épp abban az évben neveztek ki királyi udvari festőnek. Fanny az esküvő napjára írta Präludium für Orgel zum 3. Oktober 1829 F-dur (F-dúr prelúdium orgonára, 1829. október 3-a alkalmából) című művét. Közös gyermekük, Sebastian Hensel (1830–1898) 1830. június 16-án született. Ő írta meg később a Mendelssohn család történetét, édesanyjának számos levele és naplói alapján.

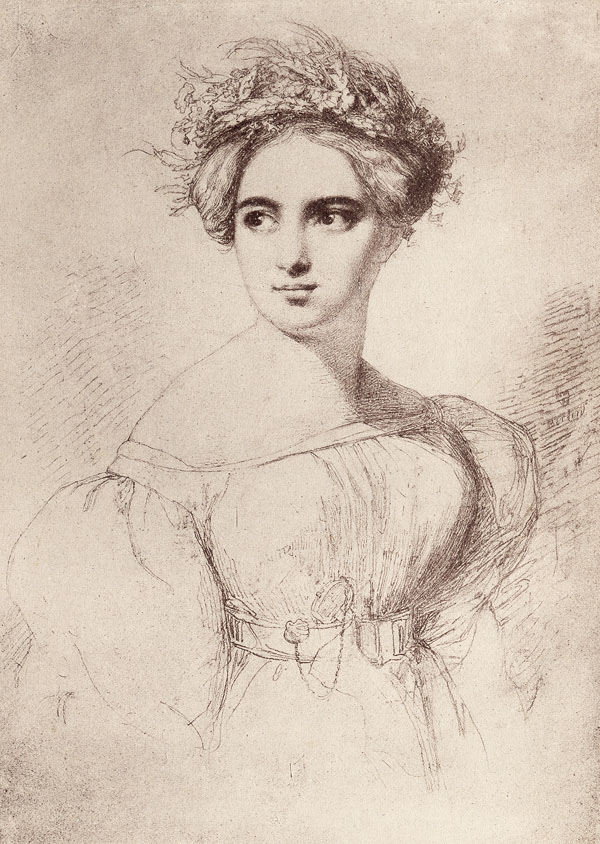
Fanny Mendelssohn portréja, későbbi férje Wilhelm Hensel rajza alapján

### Zenei pályája
Fanny első zongoraleckéit édesanyjától kapta, aki a Bach-tanítvány Johann Philipp Kirnbergertől a berlini Bach hagyományoknak megfelelő képzésben részesült. Így volt képes már tizenhárom évesen, 1818-ban 24 prelúdiumot kotta nélkül előadni Johann Sebastian Bach Wohltemperiertes Klavier című művéből édesapja születésnapjára.
Rövid ideig Párizsban, Marie Bigot zongoraművésznőnél, majd Ludvig Berger zeneszerzőnél folytatta tanulmányait. 1820-ban testvérével, Felixszel együtt beiratkozott a Carl Friedrich Zelter által irányított berlini Sing-Akademie-be. Egy Goethének 1831. február 18-ára keltezett levelében – az akkori idők szellemének teljesen megfelelő hangnemben – ezekkel a szavakkal dicséri tanítványa képességeit: úgy játszik, mint egy férfi, ami akkor a legnagyobb elismerést jelentett egy nő számára. A két testvér már 1819-ben zeneszerzést és hangszerelést tanult Carl Friedrich Zelternél. Az első ismert kompozíció tőlük két meghangszerelt dal, amelyet édesapjuk születésnapjára ajándékoztak 1819. december 10-én.
A korai 1820-as években a Mendelssohn-ház vendégeire – köztük Ignaz Moschelesre és Sir George Smartra – nagy hatással volt a csodálatos testvérpár. Fanny példaképei lehettek anyai nagy-nagynénjei is: Fanny von Arnstein maga is képzett muzsikus volt, szalonjában igen jeles személyek fordultak meg, és ő volt az egyik alapítója a bécsi Zenebarátok Társaságának (Gesellschaft der Musikfreunde); a másik nagynéni, Sarah Levy pedig nagyszerű zongorajátékos volt.

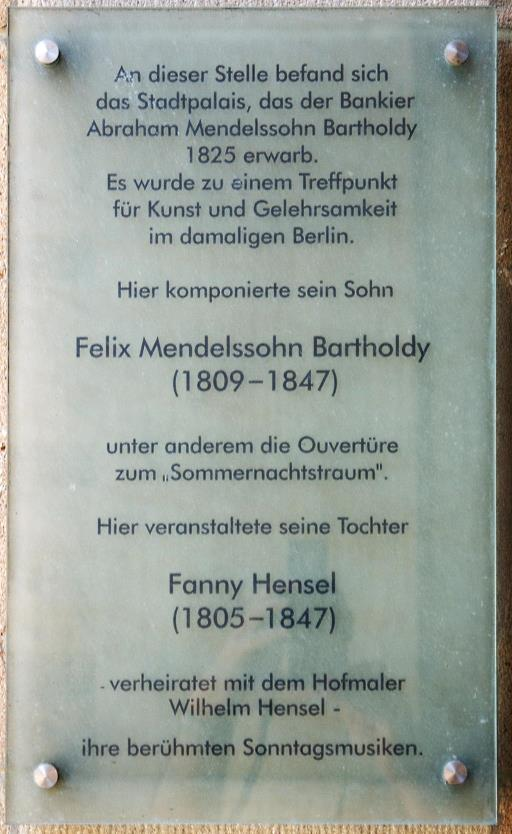
Emléktábla a Szövetségi Tanács (német törvényhozás) épületének falán. Berlin, Leipziger Straße

Édesapjuk viszont – ellentétben fivérével – nem engedte meg a zeneszerzőként és zongoristaként is kiváló tehetséggel megáldott leányának, hogy a zenét válassza hivatásául. Tizenöt éves lányának ezt írja egyik levelében: „A zene az ő (Felix) számára valószínűleg élethivatás lesz, míg számodra mindig csak ékesség marad, és soha nem lehet életed és cselekvéseid alapbasszusa.” Ez az attitűd a polgári-akadémiai körök azon felfogásából eredt, hogy egy nőnek a helyzetéből következően nem illő semmilyen módon pénzt keresnie. Testvére, Felix – bár támogatta nővére zeneszerzői és előadói tevékenységét – családi okokból óvatos volt abban, hogy Fanny a szerzeményeit saját nevén publikálja. Így ír erről:
„Ahogy Fannyt ismerem, azt kell mondjam, hogy se vonzódása, se képessége nincs a szerzőség iránt… Ő viszi a ház ügyeit, és sem a nyilvánosságra, sem a zenei világra, sőt: egyáltalán a zenére sem gondol, amíg a kötelezettségeit nem teljesíti. A publikálás csak zavarná ebben, és én nem mondhatom, hogy helyeselném.”
Mindazonáltal, Felix megegyezett vele, hogy néhány dalát az ő neve alatt kiadják. hármat az op. 8 gyűjteményében, további hármat pedig az op. 9-ben. 1842-ben ez egy kínos helyzethez vezetett, amikor Viktória királynő és Albert herceg fogadta Felixet a Buckingham-palotában. A királynőnek képzett, szép hangja volt és a zeneszerző megkérte, énekeljen valamit a dalai közül. És mit választott: az Italient, ami után Felix kénytelen volt meggyónni, hogy az bizony Fanny műve.
Egyébként Fanny is segítette fivérét műveinek és elképzeléseinek konstruktív kritikájával, amit ő mindig nagyon gondosan figyelembe is vett. 1840/41-es levelezésük rávilágít arra, hogy felvázolták egy opera szövegkönyvét is, amely a Nibelung-éneken alapult volna. Fanny így írt erről: „A Siegfried halálával végződő vadászat nagyszerű befejezése lesz a második felvonásnak.”

### A vasárnapi koncertek
1823-ban kezdődtek el a hamarosan híressé váló vasárnapi hangversenyek („Sonntagsmusiken”). Ezeken a félig nyilvános keretek között tartott koncerteken – melyeken olykor csaknem 200 vendég is megjelent – Bach, Gluck és Beethoven művei mellett más kortárs mesterek és a Mendelssohn testvérek művei is felcsendültek. A vendégek közé tartozott például Robert Schumann, Clara Schumann, Liszt Ferenc vagy Johanna Kinkel, röviden: a berlini zenebarátok világa.
Ezeket a koncerteket az első időkben édesapjuk szervezte, de 1831-ben, fivére elutazása után, Fanny teljes körűen átvette a programok megtervezését, a betanítást, a kórus- és zenekarvezetést, szólistaként is közreműködött, és saját műveiket is bemutatta. Idézzük Johanna Kinkelt:

„Majdnem minden híres művész, aki Berlinbe látogatott, megjelent vasárnaponként Frau Henselnél, közreműködőként vagy hallgatóként, mint ahogy a berlini társadalom elitje is kereste a bejutás lehetőségét. Így a ház nagy termei többnyire zsúfolásig megteltek. Viszont az ott hallott legnagyobb virtuózoknál és a legszebb hangoknál többet jelentett számomra Fanny Hensel szereplése, különösen az a mód, ahogy vezényelt. (…) Egy sforzando az ő kis ujjaival úgy ért bennünket, mint a lelkünkön átnyilalló elektromos ütés és teljesen magával ragadott minket.(…)”

A vasárnapi hangversenyeken kívül mint zongoraművész, Fanny csak egyszer lépett fel a nyilvánosság előtt: 1838-ban Felix 1., g-moll zongoraversenyét (op. 25) adta elő. Kivételes előadói képességeit viszont jól tükrözi több száz műve. 1839-es itáliai utazása során találkozott a lelkesen csodált francia zeneszerzővel, Charles Gounod-val. Őt – Beethoven és Bach műveinek emlékezetből való előadásával – példákon keresztül hozta közelebb a német zeneszerzés művészetéhez.

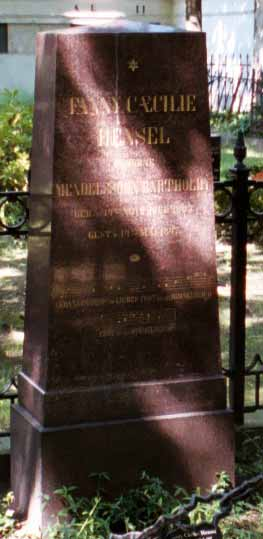
Fanny Mendelssohn síremléke Berlinben (Friedhof I. der Dreifaltigkeitsgemeinde)

Röviddel halála előtt – egyik jó barátja, a fiatal Robert Keudell segítségével – döntött először arról, hogy saját nevén adja ki néhány művét (mint opus 1-et), fivére jóváhagyása nélkül, a családi dogmák ellenére.
Fanny Mendelssohn művei között igényes kamaradarabokat, kórusokat, kantátákat, színpadi műveket, zenekari műveket és dalokat is találunk, „legfontosabb alkotási területe, a zongoraművek mellett”, amelyekből mintegy 250-et szerzett. Ezeknek csak egy töredékét publikálták eddig, az elsőket éppen Felix Mendelssohn Bartholdy, a saját neve alatt.
Fanny 1847. május 14-e délutánján halt meg szélütés következtében. Éppen egyik vasárnapi koncert próbáit irányította, amelyen fivérének Die erste Walpurgisnacht (Az első Walpurgis-éj) című oratóriumát adták volna elő. Felix alig hat hónappal később ugyanezen ok következtében halt meg (mint ahogy szüleik és Moses nagyapjuk halálát is ez okozta), de még be tudta fejezni No. 6 (f-moll) vonósnégyesét, amelyet nővére emlékének szentelt.
Fanny halálát követően Wilhelm Hensel, aki felesége zeneszerzői tehetségét mindig kivételesen pártolta és támogatta, megkérte sógorát Fanny néhány további művének posztumusz kiadására. Fivére alig hat hónappal élte túl. Egész életükben szoros művészi, levélbeli és személyes kapcsolatban voltak egymással.
Az utóbbi években muzsikája egyre ismertebbé válik, hála a hangversenyeknek és a megjelent számos CD-nek (Hyperion, CPO). Ismertségét szintén növelik a női zenei kreativitás területén végzett kutatások, hiszen az ő élete és munkássága egyike a 19. századi viszonylag kevés jól dokumentált példának.

## Művészete
Fanny Mendelssohn több mint 460 zeneművet szerzett. Kompozíciói között található egy zongoratrió, több kötet szóló zongoradarab és dal. Zongoraművei gyakran dalként csengenek és soknak közülük a címe is Lied ohne Worte azaz Dal szöveg nélkül. Ezt a stílust (ugyanilyen címen) Felix Mendelssohn emelte a legmagasabb szintre, bár néhány modern zenetudós azt erősítgeti, hogy Fanny talán megelőzte őt ebben a műfajban.
A sok egyéb zongoradarab mellett fontos műve az a ciklus, amelynek tételei a hónapok nevét viselik: Das Jahr (Az év).  A kottát színes lapokra írta és férje, Wilhelm illusztrálta. Mindegyik darabhoz tartozik egy rövid költemény is. Egy Rómából írt levelében Fanny így ír az alkotás folyamatáról:

„:Sokat komponáltam az utóbbi időben, és zongoradarabjaimat kedvenc helyeim után neveztem el. Részben azért, mert valóban azokon a helyeken jutottak az eszembe, részben azért, mert azok a kellemes kirándulásaink jártak a fejemben, amikor írtam őket. Elbűvölő emlék lesz belőlük, afféle második napló. De ne gondold, hogy ezt a nevet adom nekik, amikor társaságban játszom; azokat szigorúan csak otthon fogjuk használni.”

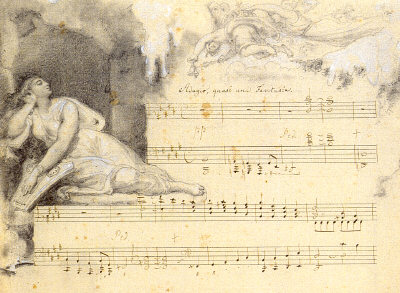
Fanny Hensel: Das Jahr ciklusának Januar tétele. Kézirat, férjének Wilhelm Henselnek illusztrációjával (1839)

A zenetudományi kutatások figyelme az 1970-es években fordult Fanny Mendelssohn felé. Mégis, művészetének teljes felfedezése, feldolgozása, interpretációja, műveinek és írásainak történeti-kritikai publikálása még várat magára. Néhány műve eljutott a világpremierig a német karmester és zenei újságírónő, Elke Mascha Blankenburg irányításával, köztük a C-dúr nyitány, a Clara Schumann zenekar előadásában, Blankenburg vezényletével, 1986. június 7-én a frankfurti Alte Operben.
Legkorábbi nyomtatásban kiadott művei fivére, Felix neve alatt jelentek meg. Nevezetesen az opus 8. Liederheft No. 2., 3., és 12. dalai (1827), illetve az opus 9., kétkötetes daloskönyv, a Der Jüngling és a Das Mädchen No. 7., 10., és 12. kompozíciói (1830).
1834-ben jelent meg a londoni The Marmonicon zenei újságban az Ave Maria, Sir Walter Scott szövegére. Ez volt a saját neve alatt kiadott első nyomtatásban megjelent műve, szerzőként így jelölve: „Mad.elle Mendelssohn Bartholdy, now Madame Hensel”.
Műveinek kéziratai részben a Stiftung Preußischer Kulturbesitz (Porosz Kulturális Örökség Alapítvány) Mendelssohn-archívumában (Berlin), részben magántulajdonban találhatók.

## Emlékezete

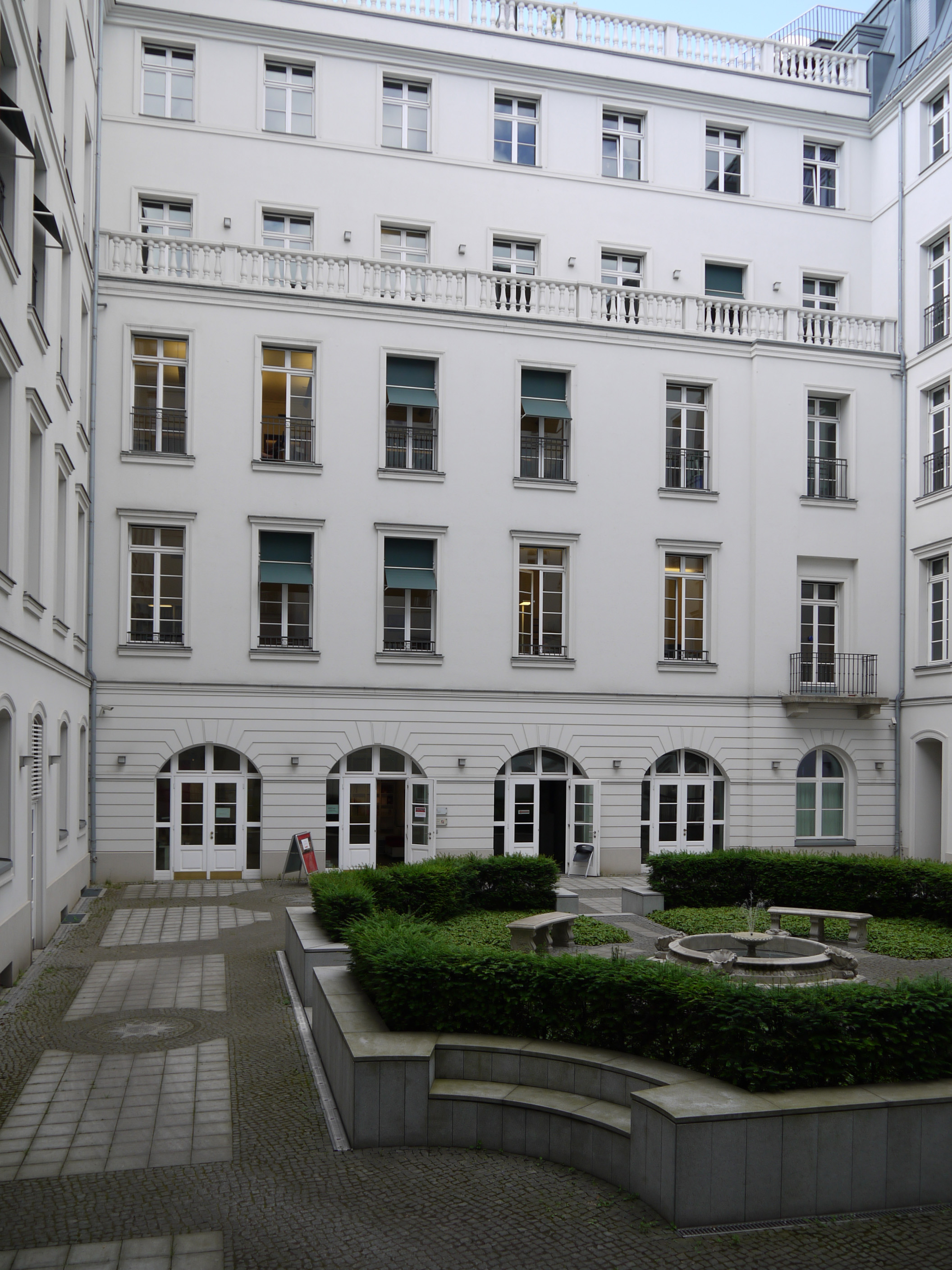
A Mendelssohn-Remise bejárata a Jägerstraße 51. alatti belső udvar felől

- Fanny Mendelssohn és fivére, Felix Mendelssohn-Bartholdy a Berlin-Kreuzbergben lévő Dreifaltigkeitskirchhof I. temető 1. parcellájának díszsírhelyében, a családi sírban alussza örök álmát.
- Tiszteletére a hajdani Musikschule Berlin ma az ő nevét viseli: Musikschule Fanny Hensel. Szintén őrá emlékezik a Fanny-Hensel-Weg és a Fanny-Hensel-Grundschule Berlin-Kreuzbergben.
- 2002. március 20-án leplezte le az akkori berlini polgármester, Klaus Wowereit, Fanny Mendelssohn és Felix Mendelssohn Bartholdy emléktábláját a mai Bundesrat épületének falán, ahol egykor a Mendelssohn Bartholdy-család lakóháza állt. Az emléktáblát a Mendelssohn Gesellschaft (Mendelssohn Társaság) kezdeményezésére helyezték el ott.
- 1997-ben, Fanny Mendelssohn halálának 150. évfordulója alkalmából, szülővárosában, Hamburgban a testvérpár egykori szülőházának[19] közelében két emlékművet avattak, rajtuk Fanny és Felix domborműves portréjával, a Ludwig-Erhard-Straße kis parkjában.[20]
- Az 1990. augusztus 16-án, a belga csillagász, Eric Walter Elst által felfedezett 9331, számú kisbolygó a Fannyhensel nevet kapta.
- Fanny Mendelssohn és fivére Felix emlékére minden évben amatőr kórustalálkozót szervez a Chorverband Berlin és a Mendelssohn-Gesellschaft, a Mendelssohn-Remise-ben (a család hajdanvolt kocsiszínje, ma rendezvények, kiállítások színhelye), ahol a legkiválóbbaknak átadják a testvérpárról elnevezett emlékérmet (Geschwister-Mendelssohn-Medaille).

## Művei
Bővebben lásd: List of compositions by Fanny Mendelssohn (angol nyelven).

### Opusszámmal ellátott művek
A berlini Verlag Bote & Bock kiadónál jelent meg 1846 karácsonyára válogatott műveinek három füzete:
- Sechs Lieder für eine Singstimme mit Begleitung des Pianoforte (Hat dal énekhangra, zongorakísérettel), op. 1
- Vier Lieder für das Pianoforte, vol. 1 (Négy dal zongorára, 1. kötet), op. 2
- Gartenlieder. Sechs Gesänge für Sopran, Alt, Tenor und Baß (Kerti dalok. Hat dal szoprán, alt, tenor és basszus hangra), op. 3[21]

1847-ben további három füzet következett: az Adolf Martin Schlesinger kiadónál az op. 4 és op. 5, a Bote & Bock-nál az op. 6.
- Six Mélodies pour le Piano, vol. 1 (Hat dal zongorára, 1. kötet), op. 4
- Six Mélodies pour le Piano, vol. 2 (Hat dal zongorára, 2. kötet), op. 5
- Vier Lieder für das Pianoforte, vol. 2 (Négy dal zongorára, 2. kötet), op. 6

Hirtelen halálát követően 1850-ben adta ki a lipcsei Breitkopf & Härtel kiadó további négy kötetnyi hátrahagyott művét:
- Vier Lieder für das Pianoforte (Négy dal zongorára), op. 8
- Sechs Lieder mit Begleitung des Pianoforte (Hat dal zongorakísérettel), op. 9
- Fünf Lieder mit Begleitung des Pianoforte (Öt dal zongorakísérettel), op. 10
- Trio für Pianoforte, Violine und Violoncello (Trió zongorára, hegedűre és csellóra), op. 11

### Opusszám nélküli művek
Vokális zene: Számos dal, szóló, duett és más énekhang összeállításban. Kórusművek zongora- és zenekari kísérettel vagy anélkül, köztük kantáták (Lobgesang (Dicsérő ének), Hiob (Jób), Oratorium nach Bildern der Bibel: Cantate für die Toten der Cholera-Epidemie 1831 (Oratórium a Biblia képei alapján: Kantáta az 1831-es kolerajárvány halottainak emlékére) és egy drámai jelenet (Hero und Leander Goethe Faustja alapján szoprán szólóra, zongorakísérettel).
Zongoraművek: Számos szóló zongorára írt darab, köztük két zongoraszonáta (c-moll, g-moll) és a Das Jahr (Az év) című zongoraciklus.
Kamarazene: Néhány darab hegedűre illetve csellóra zongorakísérettel, Asz-dúr zongoranégyes, d-moll zongoratrió, Esz-dúr vonósnégyes
Zenekari művek: C-dúr zenekari nyitány

## Fordítás
- Ez a szócikk részben vagy egészben  a   Fanny Hensel című német Wikipédia-szócikk ezen változatának fordításán alapul.  Az eredeti cikk szerkesztőit annak laptörténete sorolja fel. Ez a jelzés csupán a megfogalmazás eredetét és a szerzői jogokat jelzi, nem szolgál a cikkben szereplő információk forrásmegjelöléseként.
- Ez a szócikk részben vagy egészben  a   Fanny Mendelssohn című angol Wikipédia-szócikk ezen változatának fordításán alapul.  Az eredeti cikk szerkesztőit annak laptörténete sorolja fel. Ez a jelzés csupán a megfogalmazás eredetét és a szerzői jogokat jelzi, nem szolgál a cikkben szereplő információk forrásmegjelöléseként.